# ヴァン・ヘイレン

バンドのロゴ

ヴァン・ヘイレン （英語: Van Halen） は、アメリカ合衆国出身のハードロック・バンド。
米国西海岸におけるアメリカンHR/HM系バンドの先駆者であり、「ジャンプ」などのヒット曲で知られる。また、リーダー兼ギタリストのエドワード・ヴァン・ヘイレンはその後のロックミュージックに多大な影響を与えた非常にテクニカルなギター奏法であるタッピング（但し、日本でのみ「ライトハンド奏法」と呼ばれた）を広く普及させた、世界的に有名なロックバンドである。
全米で5,650万枚以上、全世界で8,000万枚以上のアルバムセールスを記録。1992年、グラミー賞受賞。2007年、ロックの殿堂入り。
ウォール・ストリート・ジャーナルの「史上最も人気のある100のロックバンド」にて17位。

## メンバー

### 最終ラインナップ
- エドワード・ヴァン・ヘイレン Edward Van Halen - リードギター/キーボード（1972–2020）通称エディ
- アレックス・ヴァン・ヘイレン Alex Van Halen - ドラムス（1972–2020）
- デイヴィッド・リー・ロス David Lee Roth - ボーカル（1974–1985、1996、2007–2020）通称デイヴ
- ウォルフガング・ヴァン・ヘイレン Wolfgang Van Halen - ベース（2006–2020）

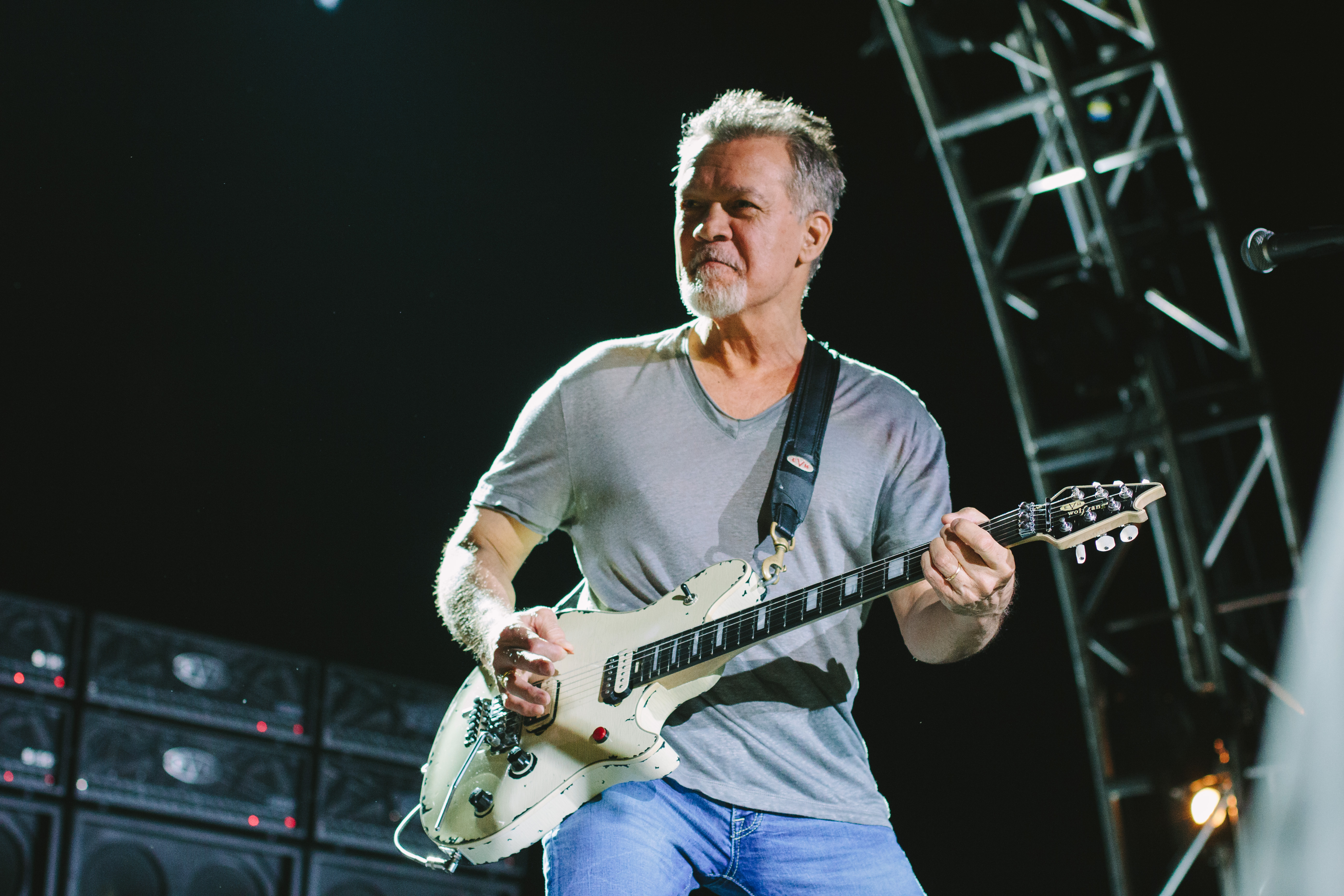
エドワード・ヴァン・ヘイレン（G）2014年
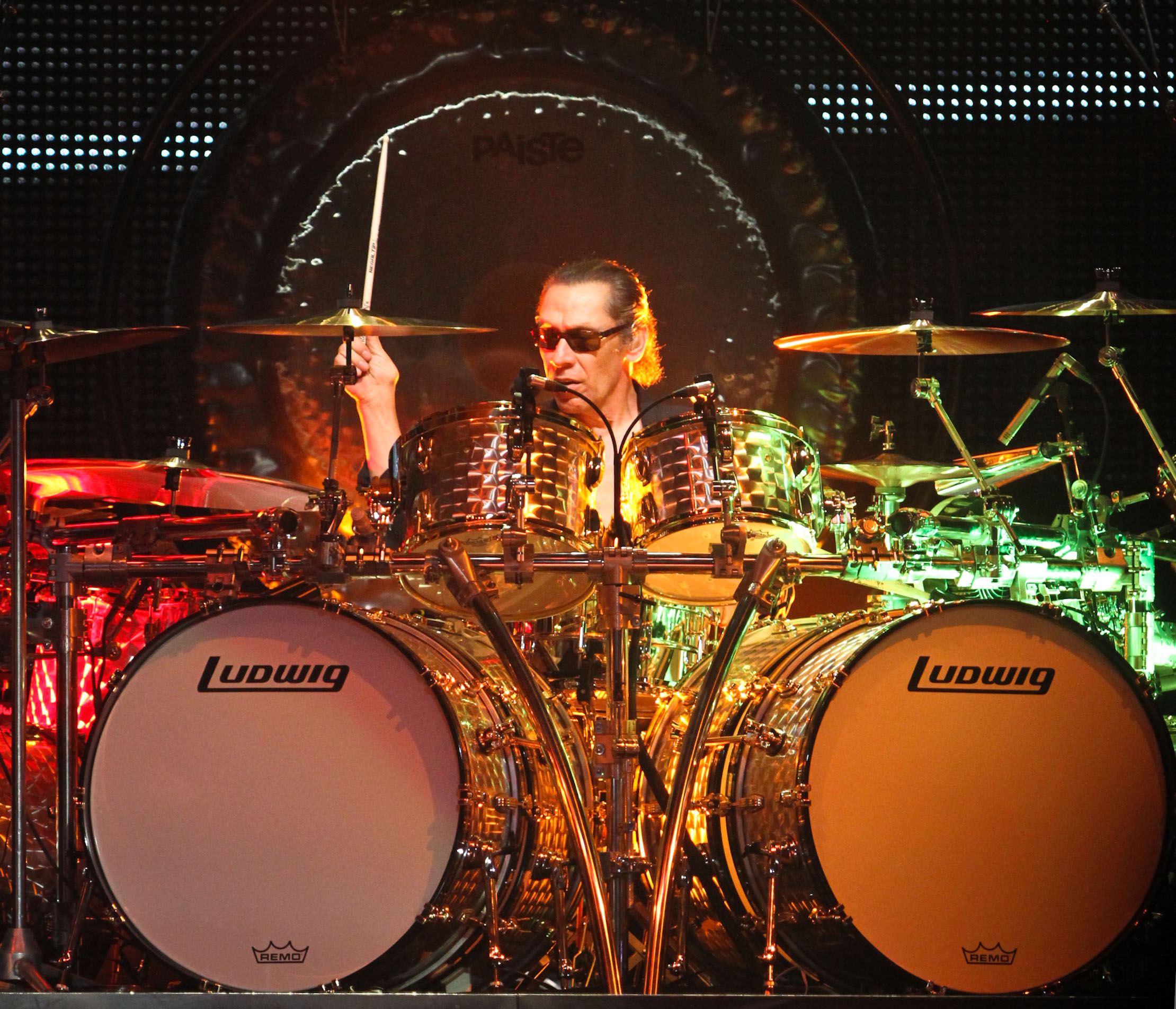
アレックス・ヴァン・ヘイレン（Ds）2012年
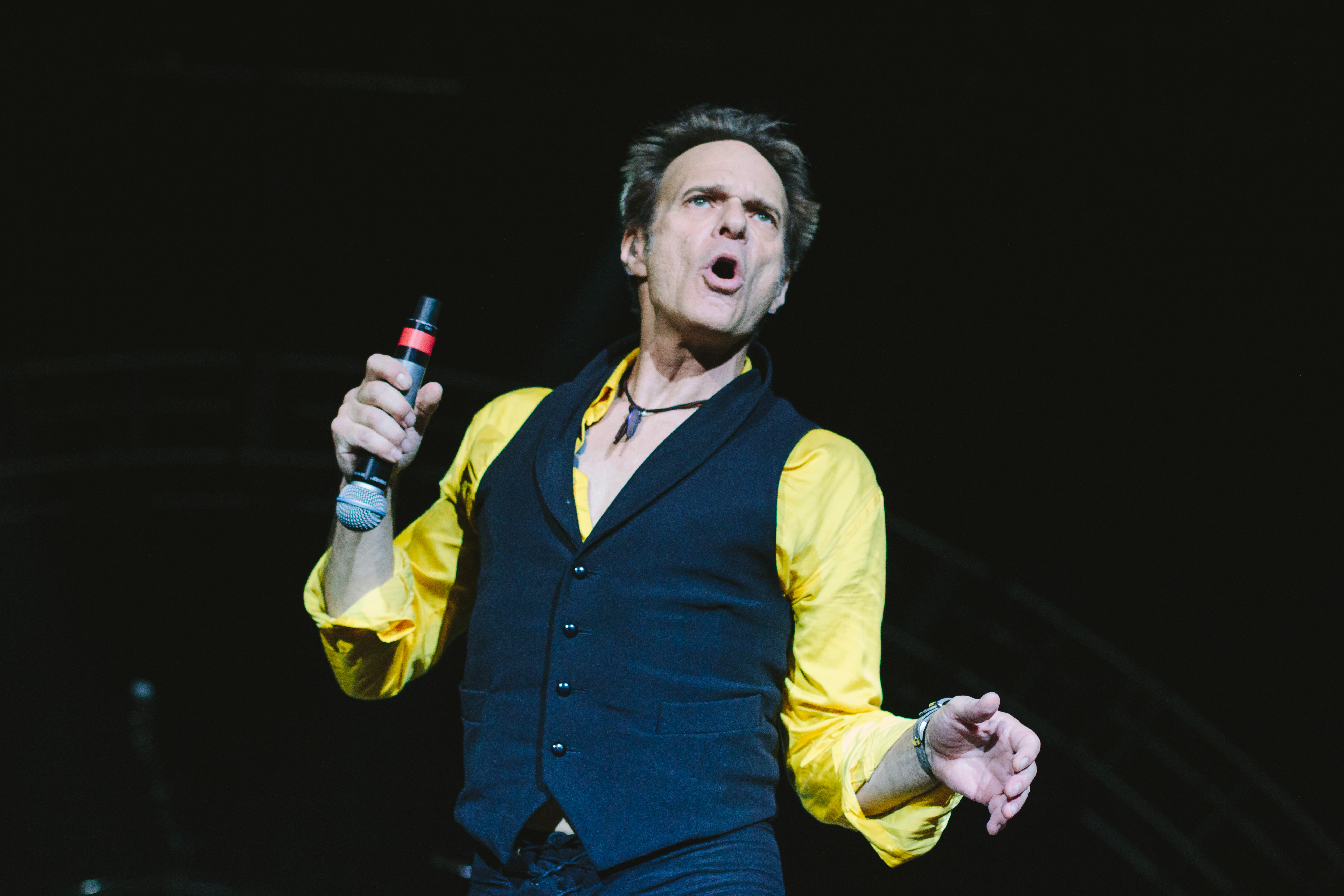
デイヴィッド・リー・ロス（Vo）2014年
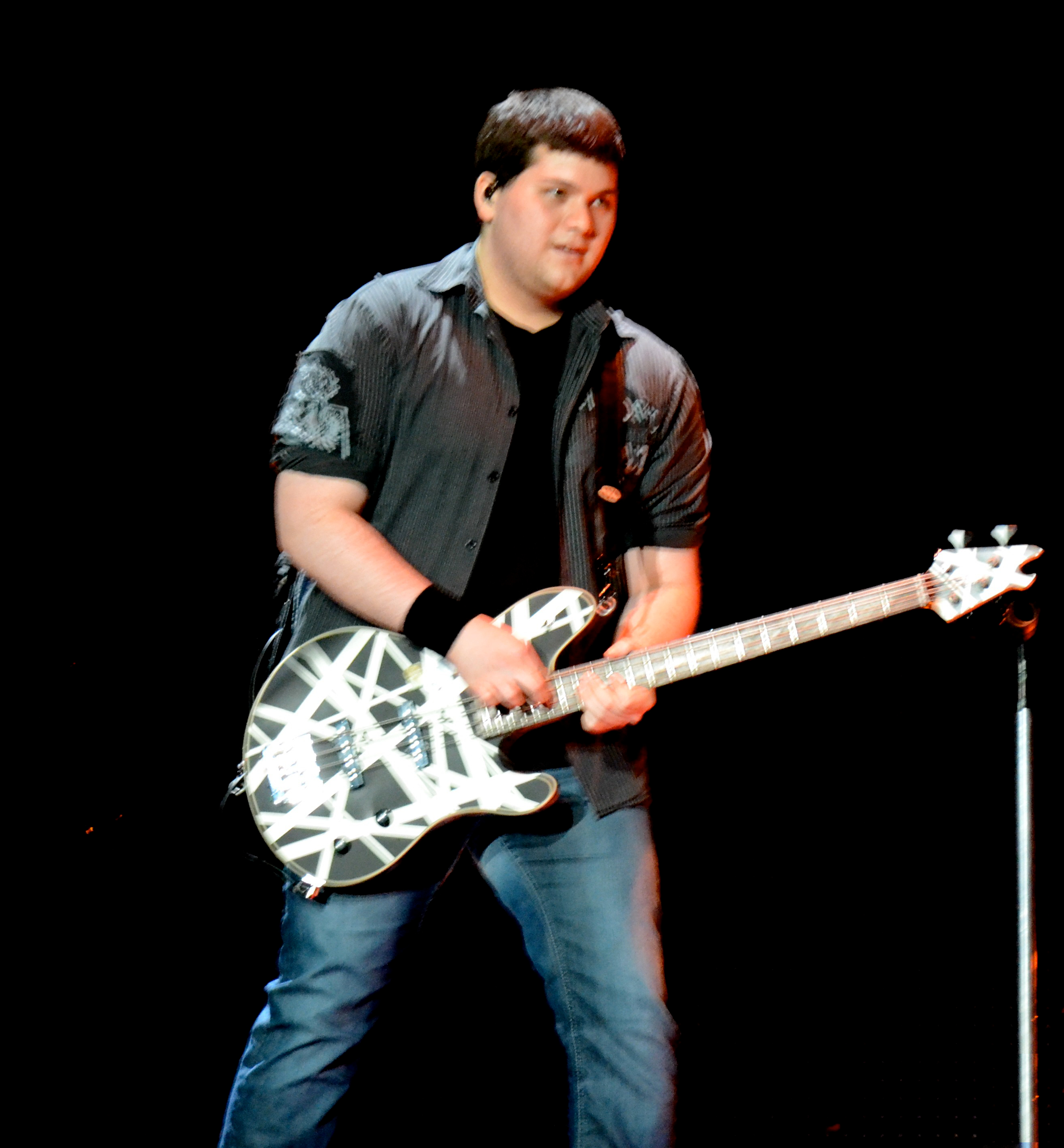
ウォルフガング・ヴァン・ヘイレン（B）2012年

### 旧メンバー
- マーク・ストーン Mark Stone - ベース（1972–1974）
- マイケル・アンソニー Michael Anthony - ベース（1974–2006）
- サミー・ヘイガー Sammy Hagar - ボーカル/リズムギター（1985–1996、2003–2005）
- ゲイリー・シェローン Gary Cherone - ボーカル（1996–1999）

## デビュー前の歩み

### 生い立ち

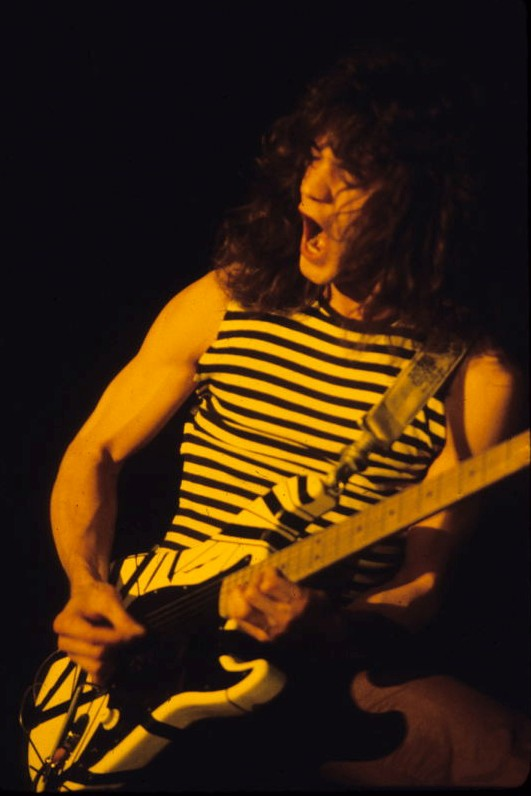
エディ・ヴァン・ヘイレン（G） 1977年

エドワード（エディ）とアレックスのヴァン・ヘイレン兄弟は、オランダのナイメーヘンに生まれる。クラリネット奏者だった父親の影響で、幼い頃からピアノやヴァイオリンなどでクラシック音楽を学んだ。
アメリカのロサンゼルス近郊のパサデナへ一家で移住した頃にはロックンロールやポップ・ミュージックに興味を持ち、アレックスがギター、エディがドラムセットを手にする。しかし、エディがドラムセットの借金返済のために新聞配達をしていた間、アレックスが勝手に叩いているうちにエディよりも上達してしまい、お互いの楽器を交換し合うというエピソードが伝えられている。

### バンド活動
その後、ヴァン・ヘイレン兄弟はジェネシスというバンドを結成。トロージャン・ラバー・カンパニー、ブローケン・コムスなどと名前を変えつつ活動を続ける。
兄弟揃ってパサディナシティカレッジに入学すると、バンド名をマンモスとして、対バンド仲間であり校内で人気を争っていたレッド・ボールジェッツからデイヴィッド（デイヴ）・リー・ロスを引き抜く。マンモスはPA機材をデイヴから借りていたが、そのレンタル料が惜しくなっての引き抜きだったとも言われる。
また、同じ学校の「スネイク」というバンドから、ヴォーカル兼ベーシストのマイケル・アンソニーを迎え入れ、デイヴの提案によりバンドは名前をヴァン・ヘイレンと改める。ちなみにイギリスでは「ヴァン・ハーレン」、オランダ語では「ファン・ハーレン」と呼ぶ。

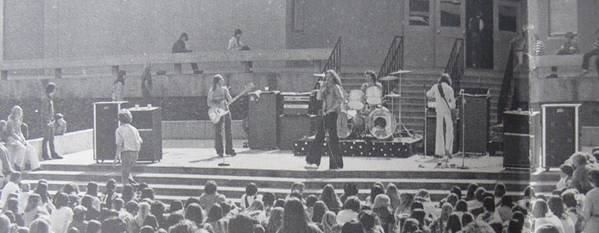
カナダ公演（1976年）

バンドはパサデナを中心に、ロサンゼルスやハリウッドなどのクラブでライヴを重ね、徐々に人気を集めていく。この頃のレパートリーは、ディープ・パープルやキッス、ZZトップ、エアロスミス、レッド・ツェッペリンなどのカヴァー曲を中心に、オリジナルを織り交ぜたものだった。

### デビュー契約
1976年、キッスのジーン・シモンズの資金援助を受け、デモテープを作るが、レコード会社は興味を示さなかった。1977年11月、レギュラー出演していたクラブに、ワーナー・ブラザース・レコード社長のモー・オースティンと、プロデューサーのテッド・テンプルマンが突然現れバンドに契約書を渡し、24時間以内の契約を迫ると、バンドはその場で契約を決めた。

## デビュー後の来歴

### 初期

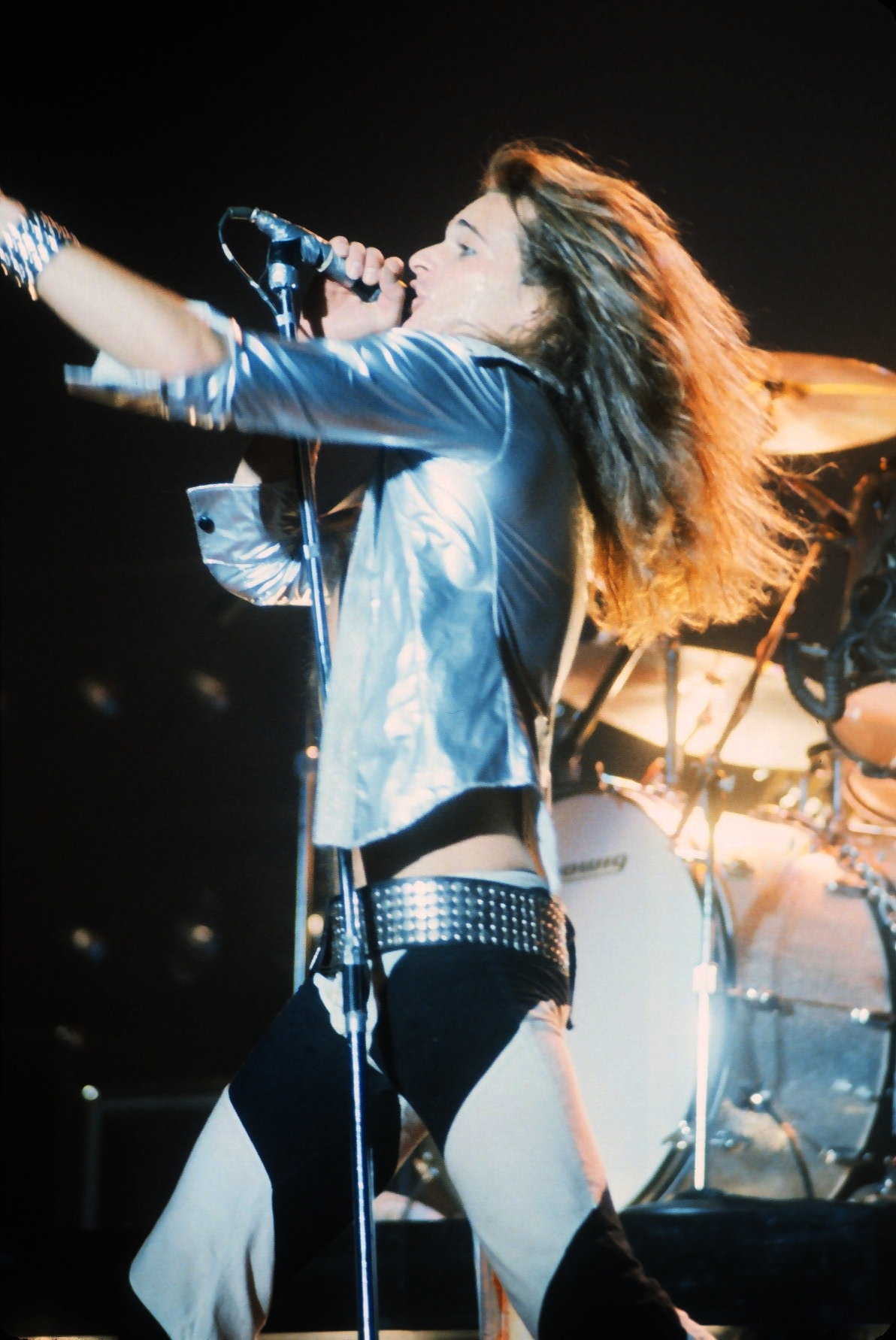
デイヴ・リー・ロス（Vo） 1978年

- 1978年1月、シングル「ユー・リアリー・ガット・ミー」（キンクスのカヴァー曲）でデビュー。

2月、アルバム『炎の導火線』（原題：Van Halen）をリリース。全米最高位19位。瞬く間に150万枚を売り上げ、プラチナディスクを獲得する。現在1000万枚以上を売り上げる。
6月、初来日（詳細は後段参照）。他のミュージシャンの来日ツアーがキャンセルとなったことにより、デビュー後半年という異例の早さでの初来日となった。
- 1979]4月、セカンド・アルバム『伝説の爆撃機』（原題：Van Halen II）をリリース。全米最高位6位。再びプラチナディスクを獲得。

9月、再来日公演。1980年4月、サード・アルバム『暗黒の掟』（原題：Women And Children First）をリリース。全米最高位6位。全曲オリジナル曲となる。このアルバムで初めてキーボードが導入される（1曲目、「And the cradle will rock...」のイントロ部分）。
- 1981年5月、4枚目のアルバム『戒厳令』（原題：Fair Warning）をリリース。全米最高位5位。8曲目 「Sunday afternoon in the park」にてシンセサイザーが使用された。
- 1982年4月、5枚目のアルバム『ダイヴァー・ダウン』（原題：Diver Down）リリース。全米最高3位。先行シングル「オー・プリティ・ウーマン」のヒットに合わせて急遽制作されたアルバムで、半分近くがカヴァー曲。また、ヴァン・ヘイレン兄弟の父親、ヤン・ヴァン・ヘイレンもクラリネットで参加している。
- 1982年から1983年までの年またぎの98日間に及ぶアメリカン・ツアーでは53ページもの要求リストを主催者に渡した。これは、単に欲しいものを伝えるためではなく、主催者側が契約書の内容を細部まで把握しているかを確認するために利用された。これは「最も長いコンサート契約付加条項」のギネス世界記録に認定された[9]。
- 1983年5月、当時のギネス記録を塗り替える出演料で、ロサンゼルス近郊で開催された「USフェスティバル」に出演。
- 1984年1月、6枚目のアルバム『1984』リリース。全米最高2位。ちなみにその当時の1位を守っていたのは、マイケル・ジャクソンの『スリラー』で、エディが「今夜はビート・イット」にギタリストとして参加している。また、マイケルのツアーにも一部参加した。本格的にシンセを導入したシングル「ジャンプ」は5週連続1位、「パナマ」「アイル・ウェイト」もトップ20ヒット。全米で1,000万枚以上を売り上げる記録を出した。二枚のアルバムが1,000万枚以上売り上げる記録を持っているハードロックバンドは珍しい。

### デイヴィッドの脱退〜サミー・ヘイガー時代

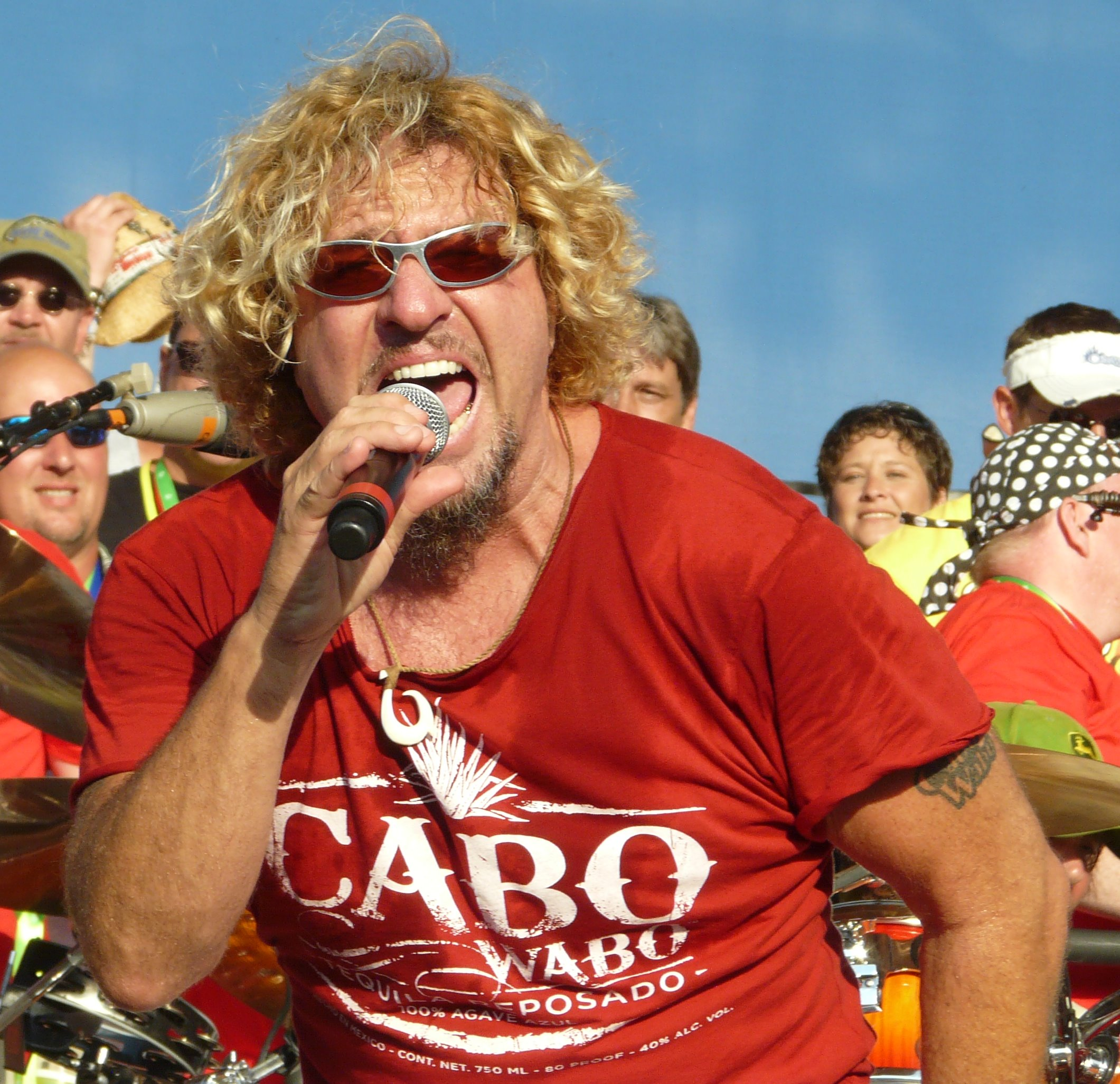
サミー・ヘイガー（Vo）

- 1985年7月頃、デイヴィッド・リー・ロスが脱退。後任のヴォーカリストに元モントローズのサミー・ヘイガーを迎える。
- 1986年アルバム『5150』リリース。新生ヴァン・ヘイレンは多くの人に受け入れられ、全米最高1位を記録する。シングル「ホワイ・キャント・ディス・ビー・ラブ」がトップ3ヒット。
- 1988年アルバム『OU812』リリース。再び全米1位を記録する。
- 1989年1月、10年ぶりとなる来日公演を行う。東京・東京ドーム、大阪、名古屋、京都で6公演を行う。広島も予定していたが当日キャンセル。後日東京で追加公演を行った。
- 1991年6月、9枚目のアルバム『F@U#C%K』（原題：For Unlawful Carnal Knowledge）リリース。全米初登場1位を記録する。
- 1993年2月、初のライヴ・アルバム『ライヴ:ライト・ヒア、ライト・ナウ』（原題：Live:Right Here, Right Now）リリース。全米最高5位。
- 1995年1月、10枚目のアルバム『バランス』（原題：Balance）リリース。前作に引き続き初登場1位を記録する。結合双生児を模したジャケットの画像は、日本では自主規制により同じモデルが一人で写っている画像に差し替えられている。
- 1995年10月〜11月、6年ぶりとなる来日公演を行う。東京、大阪、福岡で7公演を行う。
- 1996年5月、ヴァン・ヘイレン兄弟が参加した、映画『ツイスター』のサウンドトラックがリリースされた。

### 二度目のヴォーカル交代〜ゲイリー・シェローン時代

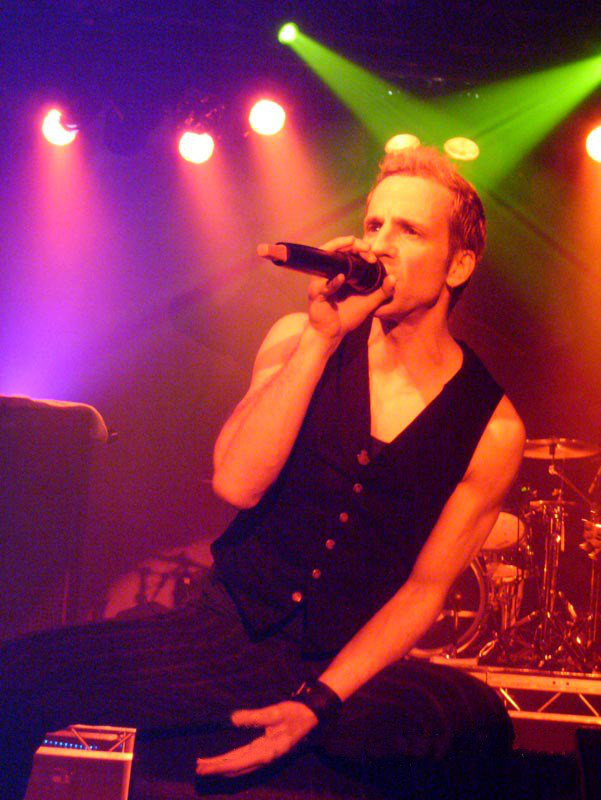
ゲイリー・シェローン（Vo）

- 1996年6月、サミー・ヘイガーの脱退が伝えられる。また、ベスト・アルバム用の新曲のために、デイヴィッド・リー・ロスが参加していることも伝えられる。なお、この頃にはミッチ・マロイもサミー・ヘイガーの後任候補に挙がり、リハーサルやデモ録音を開始していたが、ロスの復帰の可能性があることを知り、マロイは身を引いた[10]。

同年10月、ベスト・アルバム『グレイテスト・ヒッツ』（原題：Best Of Volume 1）リリース。18年の集大成であるとともに、10年ぶりにオリジナルメンバーでの新曲が含まれたアルバム。しかしデイヴィッド・リー・ロスはバンドに戻らず、3代目ヴォーカリストはエクストリームのゲイリー・シェローンと発表される。
- 1998年3月、11枚目のアルバム『ヴァン・ヘイレンIII』リリース。全米最高4位。
- 1998年10月〜11月、3年ぶりとなる来日公演を行う。広島、福岡、大阪、名古屋、岩手、東京・日本武道館、横浜で9公演を行う。
- 1999年、レコーディング中にゲイリー・シェローン脱退。ヴォーカリスト不在状態となる。その後、エディの癌、アレックスの腰の手術などの影響で、バンドは休止状態となる。

### サミーの復帰〜再び休止状態へ

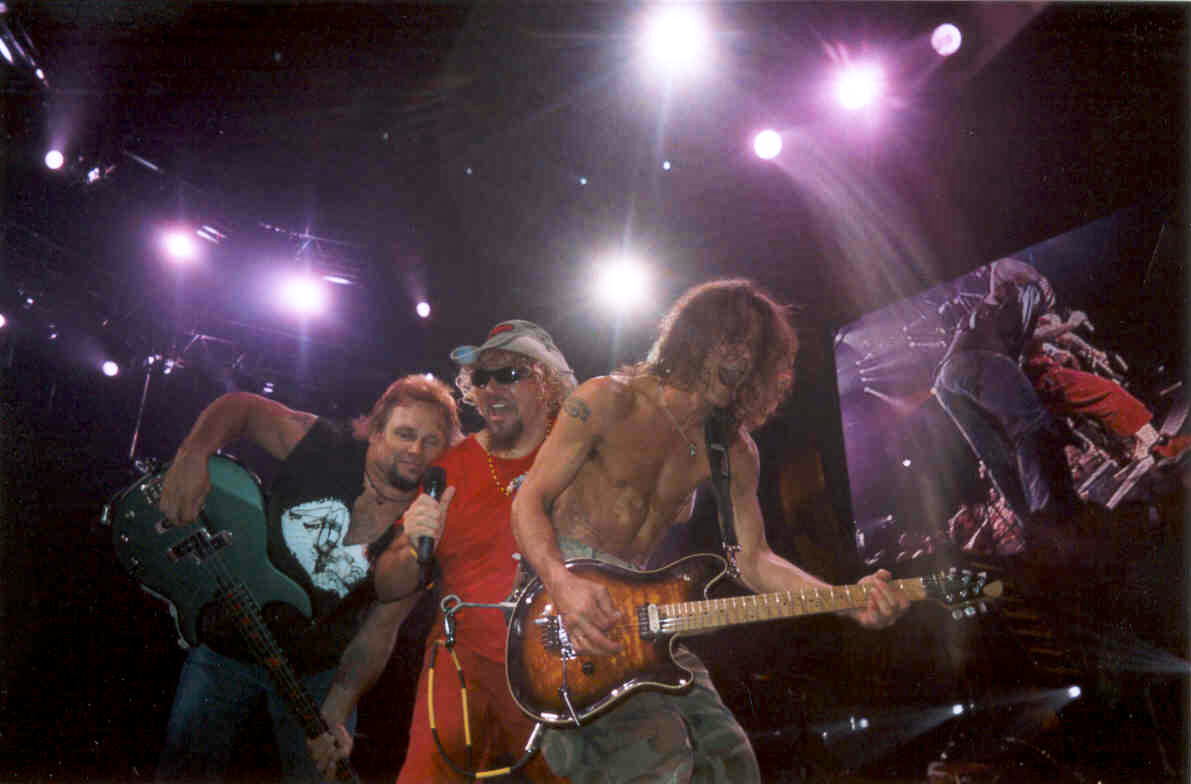
2004年のグループショット

- 2004年初頭、サミー・ヘイガーが電撃的に復帰。6月から全米ツアーを開始し、7月には2枚組ベスト・アルバム『ヴェリー・ベスト・オブ・ヴァン・ヘイレン』をリリースする。しかし、サミーとエディの関係は再び悪化して、アルバム作りが進まない状態に陥った[11]。
- 2006年マイケル・アンソニーが「BURRN!」4月号掲載のインタビューにおいてバンドが事実上の解散状態にあることを告白した。またマイケル自身、2002年に行われたサミー・ヘイガーとデイヴィッド・リー・ロスによるカップリングツアー「SAM & DAVE」にヘイガーのバックバンドのメンバーとして参加したことを理由に解雇されていたこと、2004年の復活ツアーにおいても正式なメンバーではなく雇われメンバーだったこと等も告白している。

同年11月、新ベーシストとしてエディの息子、ウルフギャング (Wolfgang Van Halen、当時15歳) の加入が発表される。当時はウルフガング表記だったが、2012年にメディアプレスはウルフギャングに統一された。

### 2007年〜再結成

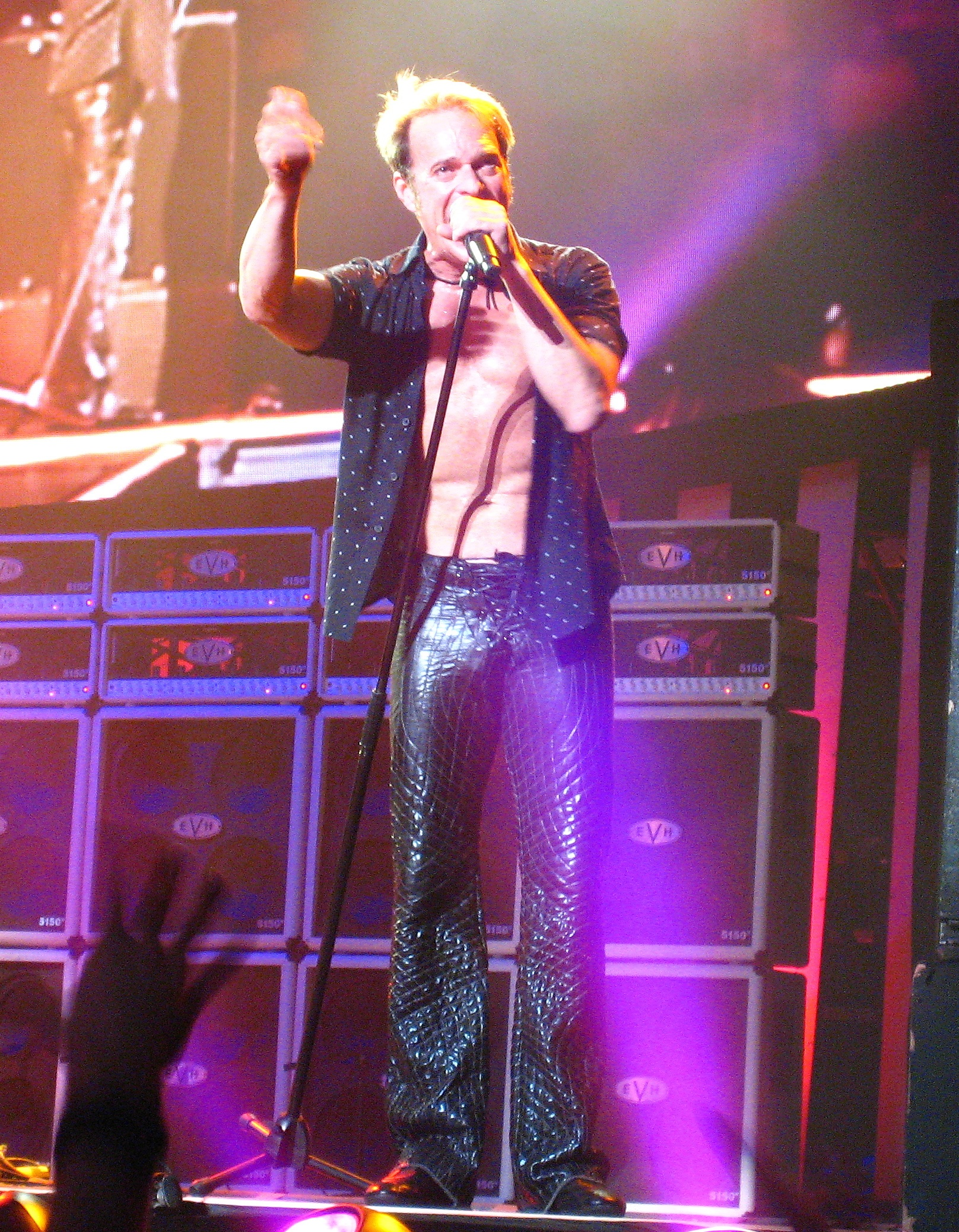
復帰したデイヴ・リー・ロス（Vo） 2007年

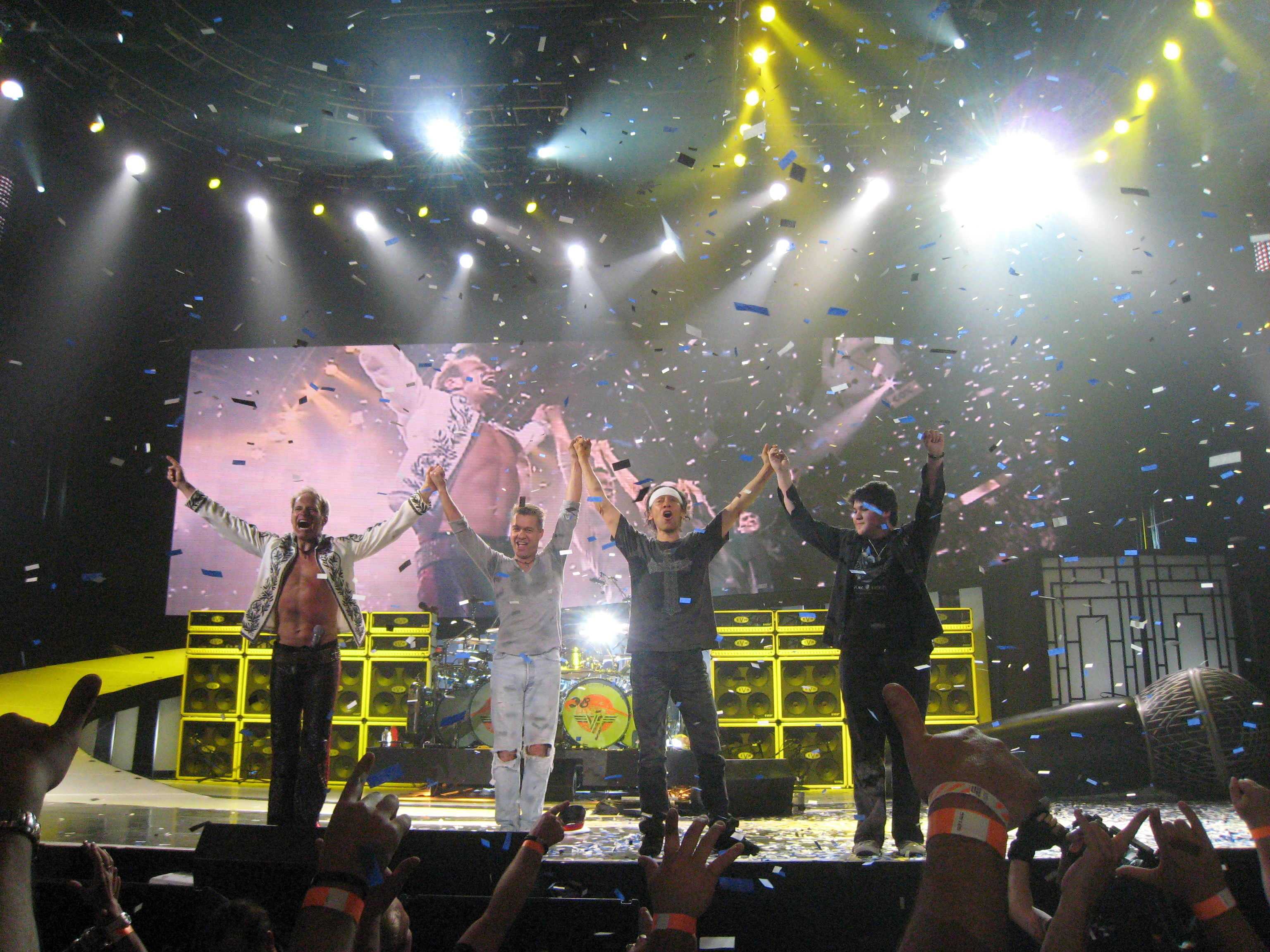
2008年のグループショット

- 2007年1月8日、ロックの殿堂入りを果たす[12]。
- 2007年1月18日、Winter NAMM 2007で、フェンダー／シャーベルカスタムショップから"Frankenstein Replica"が発表され、エディ自身によるデモ演奏が行われた。
- 2007年2月2日、デイヴィッド・リー・ロスが復帰して夏に北米ツアーを行うと発表するも、後にキャンセル。
- 2007年3月8日、公式サイトにエディ自身による、自分が現在リハビリ施設にいることをファンに知らせるメッセージが掲載される。
- 2007年3月12日、ウォルドルフ＝アストリアで行われたロックの殿堂セレモニーには、当時すでにメンバーでなかったサミーとマイケルだけが出席し、ヴェルヴェット・リヴォルヴァーがプレゼンターを務めた[13]。
- 2007年8月13日、L.Aフォーシーズンズホテルでバンドの記者会見を開催。活動を再開することを正式に発表した。ボーカルにデイヴィッド・リー・ロス、ベースにウルフギャング・ヴァン・ヘイレンを迎え、9月27日から12月11日まで25都市のアメリカ・ツアーを行った。
- 2011年1月、オリジナルニューアルバムのレコーディング開始。
- 2011年5月、Soundwave Revolution 2011への出演がフェスオフィシャルページで発表されるが8月にフェス開催中止になる。アルバム制作を優先させたいヴァン・ヘイレンがキャンセルしたためではないか、と憶測が流れたが、主催者発表でセカンドヘッドライナーだったエアロスミスのキャンセルとチケットセールスの不振を理由としている。
- 2011年10月、オリジナルニューアルバム完成。
- 2011年11月、コロンビアレコードと交渉していたが、インタースコープレコードと正式契約が成立する。
- 2011年12月26日、オフィシャルサイトにて2012年ツアーのチケットを1月10日より発売する旨の動画が掲載される。また、バンドがアルバム完成後に週2.3回のペースで極秘リハーサルを行っていたことが判明した。
- 2012年1月5日、New Yorkのcafe wha?でプレス向けプライベートショーを行う。ツアー日程発表。ニューアルバムは2/7（日本盤は2/8）発売。タイトルは"A Different Kind of Truth"で全13曲収録。と発表。
- 2012年1月10日、シングル「Tattoo」リリース[14]。
- 2012年2月7日、12枚目のアルバム『ア・ディファレント・カインド・オブ・トゥルース』（原題：A Different Kind of Truth）リリース[15]。この作品は、ウルフギャング初参加の作品となった。全米ビルボード2位、全米ロックアルバム&ハードロックアルバム1位、全英6位、オリコンチャート3位を記録。
- 2012年2月8日、LA ForumでDress Rehearsalを行う。スラッシュをはじめ、多くの友人やミュージシャンが招待された。
- 2012年2月18日、全米ツアースタート。エディ・ヴァン・ヘイレンのギタープレイがファンのみならずミュージシャンからも賞賛されている。全米ツアーは2012年6月26日まで。
- 2012年5月、エディ・ヴァン・ヘイレンがインタビューで2011年春に舌ガンが再発している事を明らかにする。秋には一部切除手術を受けて、定期的に検査を受けている。
- 2012年5月、追加30公演の延期を発表。後に正式にキャンセル。バンド内の不協和音が報じられるが、デイヴは「バンドは絶好調！少し疲れてきたのとマンネリを防ぐためオフをとらせて」と語っている。
- 2012年6月、14年ぶりの来日公演が正式発表される[16]。
- 2012年6月、北米ツアー 1st Leg終了（一時はデイヴの不安定なボーカルが心配されたが、ツアーが進むに連れてウルフギャングのベースとコーラスの評価がそれをカバーした。2007年のライブとは別人のようなエドワード・ヴァン・ヘイレンの冴え渡るギタープレイが多くのファンを惹きつけた）。
- 2012年8月、エディ・ヴァン・ヘイレンが大腸憩室炎の緊急手術を受けて日本公演が2013年に延期になった[17]。
- 2013年3月、エディ・ヴァン・ヘイレンがLL Cool Jのレコーディングに参加。
- 2013年4月20日、オーストラリア Stone Music Festivalにヘッドライナーとして出演。
- 2013年6月、15年振りの来日公演を行う。東京、大阪公演はバンドからの要望で、写真とビデオ撮影が許可された。なおその許可はオープニング前に客席へ、「本日はバンド側の要望で撮影・録音が許可されております。皆様、どんどん撮ってYOUTUBEにアップしてください！」という明るい女性のアナウンスで知らされるという、パーティバンドの権化のようなサービスであった。ショーの様子はYouTube等で観ることができる。
- 2013年7月20日、Rock USA music festivalに出演。
- 2015年3月31日、2013年の東京ドーム公演を収録したライヴ・アルバム『ライヴ・イン・ジャパン』をリリース[18]。
- 2019年9月、噂されていたクラシックラインナップでのツアーは実現しなかった。後にマイケルは2018年後半にバンドから打診があったことを認めているが、その後話は途絶えたという。実際はエディの癌が再発しその治療に専念するためだったとの見方が強い。
- 2019年10月、エディ・ヴァン・ヘイレンが喉頭癌の治療のため、ドイツとアメリカを行き来していると報じられる。
- 2020年1月8日、デイヴィッド・リー・ロス、ラスヴェガスのハウス・オブ・ブルースでソロ・レジデンシー公演「David Lee Roth : Rocks Vegas」をスタート。
- 2020年4月現在、デイヴ及びスティーブ・ルカサーは2019年のインタビューにおいて、エディの体調が万全ではないことを認めている。度々アップされたエディの顔に浮腫が認められ、抗癌剤の副作用ではないかと憶測されている。2015年以降、バンド活動は一切行われていない。
- 2020年9月26日、初代ベースであるマークが癌と闘病の末逝去[19]。同年10月6日、エディが65歳で逝去。ウルフギャング がTwitterで発表した。

## エピソード
- フランク・ザッパは、息子のドゥウィージル・ザッパをエディ・ヴァン・ヘイレンに引き合わせ、直接ギターの指導を受けさせた[20]。その延長として13歳当時のドゥウィージルの文化祭デビューの際はローディーとしてその初舞台の手伝いを自ら買って出た逸話もあり[21]。ドゥウィージルは、スティーヴ・ヴァイの指導も受けている。
- ライブ時の契約書には「楽屋にボウル一杯のM&M'sチョコレートを用意すること。ただし茶色の粒だけは全て抜いておくこと」という条項を入れることで有名で、実際に楽屋のM&M'sに茶色の粒が入っていてデイヴィッド・リー・ロスが激怒したこともあり、音楽業界では「ロックスター特有のナルシスティックな行動のシンボル」と認識されていたという。しかし技術仕様の中にひっそりと仕込まれていたこの条項には裏の目的があり、イベンターがきちんと契約書を読んでライブ会場の設備の技術仕様を理解しているかをチェックするための1つの「アラーム」であった[22]。
- 映画バック・トゥ・ザ・フューチャーの中で、マイケル・J・フォックス扮するマーティがジョージ（マーティの父親）にウォークマンでギターソロを聞かせるシーンがある [23]。

## ディスコグラフィ

### スタジオ・アルバム
- 『炎の導火線』 - Van Halen（1978年）※19位 10Xプラチナム（US）、4Xプラチナム（Canada）
- 『伝説の爆撃機』 - Van Halen II（1979年）※6位 5Xプラチナム（US）、2Xプラチナム（Canada）
- 『暗黒の掟』 - Women and Children First（1980年）※6位 3Xプラチナム（US）、2Xプラチナム（Canada）
- 『戒厳令』 - Fair Warning（1981年）※5位 2Xプラチナム（US）、プラチナム（Canada）
- 『ダイヴァー・ダウン』 - Diver Down（1982年）※3位 4Xプラチナム（US）、プラチナム（Canada）
- 『1984』 - 1984（1984年）※2位 10Xプラチナム（US）、5Xプラチナム（Canada）
- 『5150』 - 5150（1986年）※1位 6Xプラチナム（US）、3Xプラチナム（Canada）
- 『OU812』 - OU812（1988年）※1位 4Xプラチナム（US）
- 『F@U#C%K』 - For Unlawful Carnal Knowledge（1991年）※1位 3Xプラチナム（US）、プラチナム（Canada）
- 『バランス』 - Balance（1995年）※1位 3Xプラチナム（US）、3Xプラチナム（Canada）
- 『ヴァン・ヘイレンIII』 - Van Halen III（1998年）※4位 ゴールド（US）
- 『ア・ディファレント・カインド・オブ・トゥルース』 - A Different Kind of Truth（2012年）※全米2位 ゴールド（Canada）

### ライヴ・アルバム
- 『ライヴ:ライト・ヒア、ライト・ナウ』 - Live:Right Here, Right Now（1993年）※5位 2Xプラチナム（US）、ゴールド（Canada）
- 『ライヴ・イン・ジャパン』 - Tokyo Dome Live in Concert（2015年）※20位

### コンピレーション・アルバム
- 『グレイテスト・ヒッツ』 - Best Of Volume 1（1996年）※1位 3Xプラチナム（US）、3Xプラチナム（Canada）
- 『ヴェリー・ベスト・オブ・ヴァン・ヘイレン』 - The Best Of Both Worlds（2004年）※3位 プラチナム（US）

## 来日公演
- 1978 World Tour（1978年）〈David Lee Roth〉
  - 6月17日・18日 東京 東京厚生年金会館
  - 6月21日・22日 東京 中野サンプラザ
  - 6月24日 名古屋 名古屋市公会堂
  - 6月25日・27日  大阪 大阪フェスティバルホール
  - 6月26日 京都 京都会館
  - 6月28日 吹田 大阪万博ホール
    - 28日は追加公演
- World Vacation Tour（1979年）〈David Lee Roth〉
  - 9月03日 京都 京都会館
  - 9月05日 福岡 九電記念体育館
  - 9月07日 名古屋 名古屋市公会堂
  - 9月08日 倉敷 倉敷市民会館
  - 9月10日・11日 大阪 大阪府立体育館
  - 9月13日 東京 日本武道館
    - Opening Act - P-MODEL（全公演）
- OU812 Tour（1989年）〈Sammy Hagar〉
  - 1月19日 東京 日本武道館
  - 1月23日・29日 京都 京都パルスプラザ
  - 1月24日・25日 大阪 大阪城ホール
  - 1月27日 広島 広島サンプラザ
  - 1月30日 名古屋 名古屋レインボーホール
  - 2月01日・2日 東京 東京ドーム
    - 27日はキャンセル
- Balance Tour（1995年）〈Sammy Hagar〉
  - 10月25日・26日・27日 東京 国立代々木競技場第一体育館
  - 10月29日 福岡 福岡国際センター
  - 10月30日 大阪 大阪城ホール
  - 11月1日・2日 東京 日本武道館
- Van Halen III Tour（1998年）〈Gary Cherone〉
  - 10月20日 広島 広島サンプラザ
  - 10月21日 福岡 福岡国際センター
  - 10月23日 大阪 大阪城ホール
  - 10月24日 名古屋 名古屋レインボーホール
  - 10月26日 滝沢 岩手産業文化センター
  - 10月28日・29日・30日 東京 日本武道館
  - 11月2日 横浜 横浜アリーナ
- A Different Kind of Truth（2013年）〈David Lee Roth〉
  - 6月18日 名古屋 愛知県体育館
  - 6月21日 東京 東京ドーム
  - 6月24日・26日 大阪 大阪市中央体育館